# Distrito rural de Bidak
O distrito rural de Bidak (em persa: دهستان بيدك) localiza-se no distrito Central, da província de Fars, no Irã. No censo de 2006, sua população era de 4 715 habitantes, em 1 260 famílias. O distrito rural possui dez aldeias. O aeroporto Abadeh está localizado no distrito rural.